# فریدولینا رولفو
فریدولینا رولفو (سوئدی: Fridolina Rolfö؛ زادهٔ ۲۴ نوامبر ۱۹۹۳) بازیکن فوتبال اهل سوئد و باشگاه فوتبال باشگاه فوتبال زنان بارسلونا است.

## باشگاهی
از باشگاه‌هایی که در آن بازی کرده‌است می‌توان به باشگاه فوتبال لینشوپینگ اشاره کرد.

## تیم ملی
وی همچنین در تیم ملی فوتبال زنان سوئد بازی کرده‌است.
وی در مسابقات کشوری و بین‌المللی در مجموع برندهٔ ۱ مدال نقره شده‌است.